# 2022년 버펄로 총기 난사 사건
2022년 5월 14일 미국 뉴욕주 버펄로 도시 동쪽 지역 킹슬리에 있는 톱스 프렌들리 마켓츠에서 총기 난사 사건이 발생하였다. 10명이 사망하고 3명이 부상당했다. 피해자 중 11명은 흑인이었다. 용의자는 트위치를 통해 난사를 생중계했다. 뉴욕주 콘클린의 18세 페이턴 S. 젠드런으로 확인된 용의자가 구금되어 1급 살인 혐의로 기소되었다.
젠드런은 자신을 백인우월주의자라고 설명하고 "거대 대체 이론"을 지지하는 매니페스토를 작성한 것으로 보고되었다. 이번 공격은 국내 테러 행위로 설명되었으며, 인종적 동기에 초점을 두어 조사되고 있다.

## 같이 보기
- 2019년 엘패소 총기 난사 사건
- 2021년 볼더 총기 난사 사건
- 크라이스트처치 모스크 총기 난사 사건